# Museo de Letrán

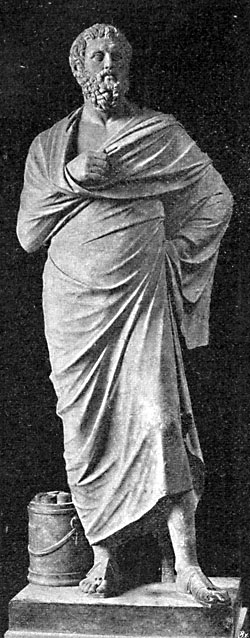
Foto de 1905 de una estatua de Sófocles en el Museo de Letrán.

El Museo de Letrán o Museo Laterano (en italiano Museo Lateranense) era un museo ubicado en el Palacio de Letrán, adyacente a la Archibasílica de San Juan de Letrán en Roma, Italia. Dejó de existir en 1970, trasladando sus colecciones al Vaticano.

## Historia
Fue fundado durante el pontificado del papa Gregorio XVI (1831–1846) con el nombre de Museo Profano Lateranense (o Museo Gregoriano Profano) en 1844 con el objetivo de albergar esculturas, bajorrelieves y mosaicos de la Antigua Roma.
El museo se amplió en 1854 durante el pontificado de Pío IX (1846–1878) con la incorporación del Museo Pio Cristiano. Esta colección fue reunida por los arqueólogos padre Giuseppe Marchi y Giovanni Battista de Rossi. Marchi coleccionaba los monumentos esculpidos del período cristiano primitivo, mientras que de Rossi lo hacía con las antiguas inscripciones cristianas. Un tercer departamento del museo contenía copias de algunos frescos de las catacumbas más importantes. El padre Marchi fue nombrado director de la nueva institución. En 1910, bajo el pontificado de Pío X (1903-1914), se estableció el Lapidario Hebreo (Lapidario Ebraico). Esta sección contenía 137 inscripciones de antiguos cementerios hebreos en Roma, en su mayoría de via Portuense.
El Museo Misionero Etnográfico (Museo Missionario Etnografico) fue fundado por Pío XI con los documentos y reliquias exhibidas en Roma en la Exposición Misionera de 1925, que incluía documentos históricos de las Misiones y reliquias de los pueblos donde se realizaron estas misiones. Las tres colecciones fueron transferidas, bajo el pontificado de Juan XXIII (1958-1963), del Palacio de Letrán al Vaticano. Fueron reabiertas al público en 1970. Sus colecciones todavía se denominan ex Lateranense para indicar su antiguo lugar de exhibición.
Actualmente, el Palacio de Letrán ahora está ocupado por el Museo Histórico Vaticano (Museo Storico Vaticano) que ilustra la historia de los Estados Pontificios. Fue trasladado al palacio en 1987 e inaugurado en 1991.